# Nymphalis antiopa
La vanessa antiopa (Nymphalis antiopa (Linnaeus, 1758)), è un lepidottero appartenente alla famiglia delle Nymphalidae.

## Descrizione

### Adulto
L'adulto ha un'apertura alare di circa 6 cm e assume una colorazione scura color amaranto molto particolare con evidenti ocelli azzurri ed una fascia gialla esterna la rendono facilmente distinguibile dalle altre vanesse.

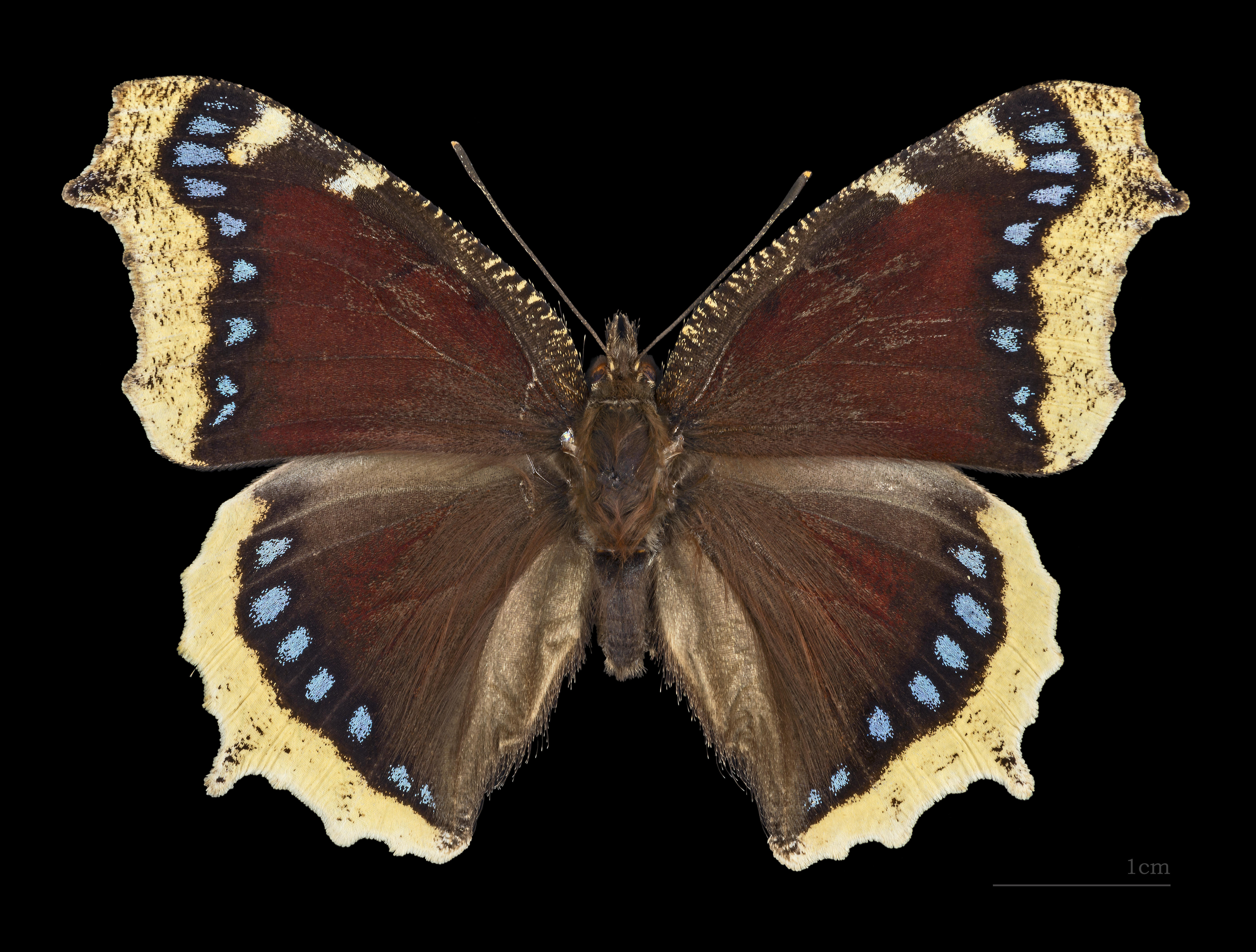
♂
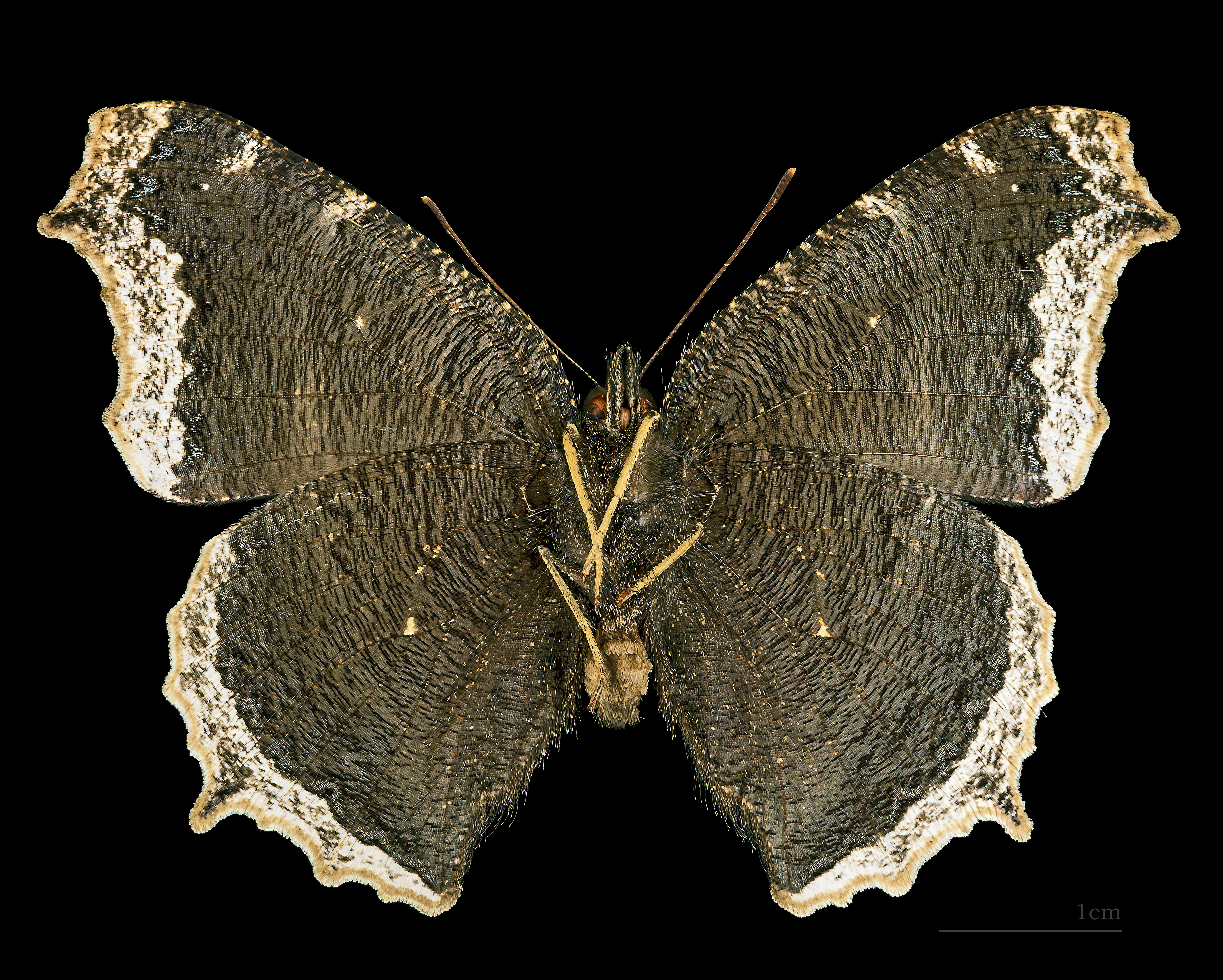
♂ △
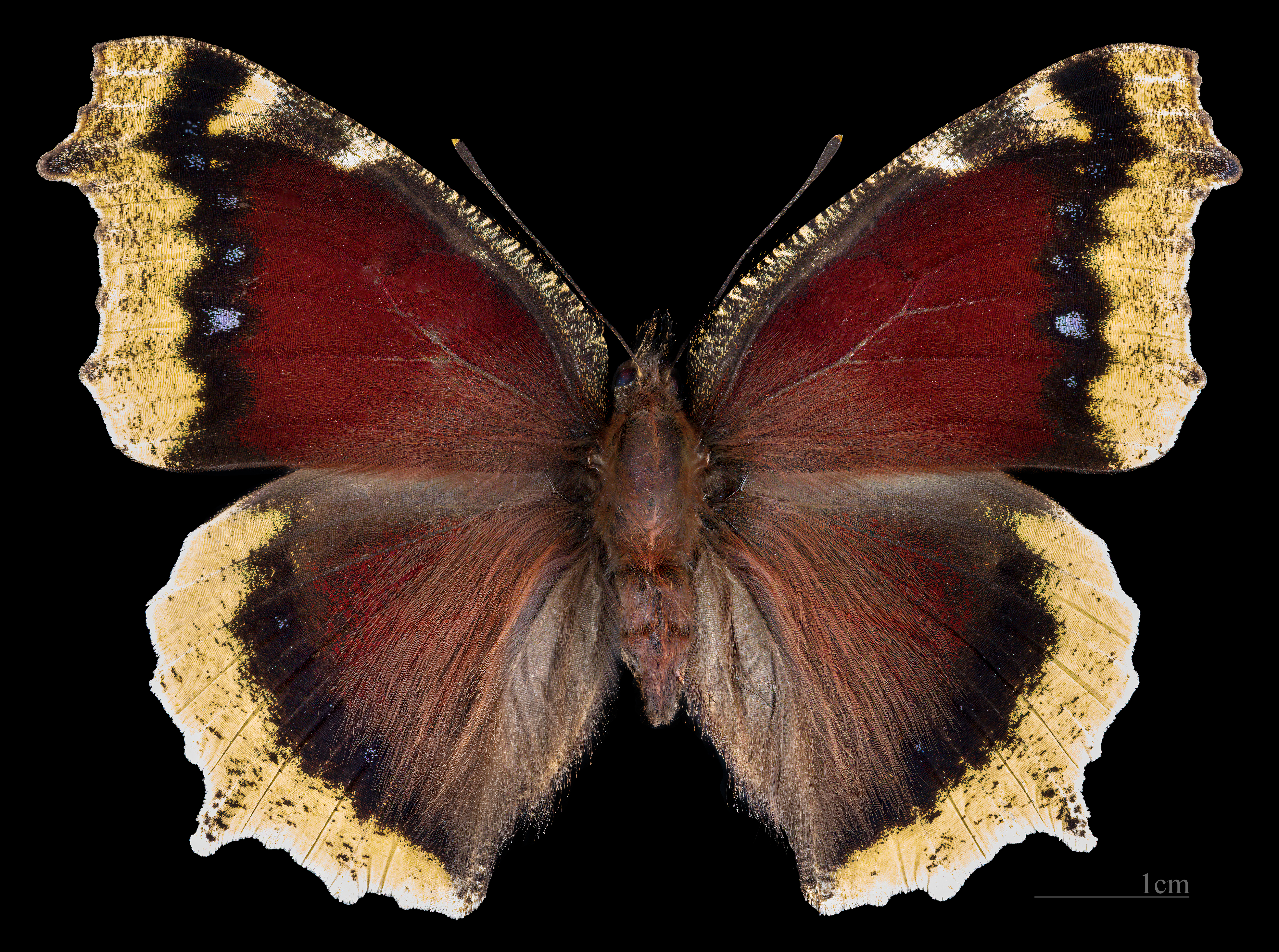
Forma aberrante Ex larva  ♂
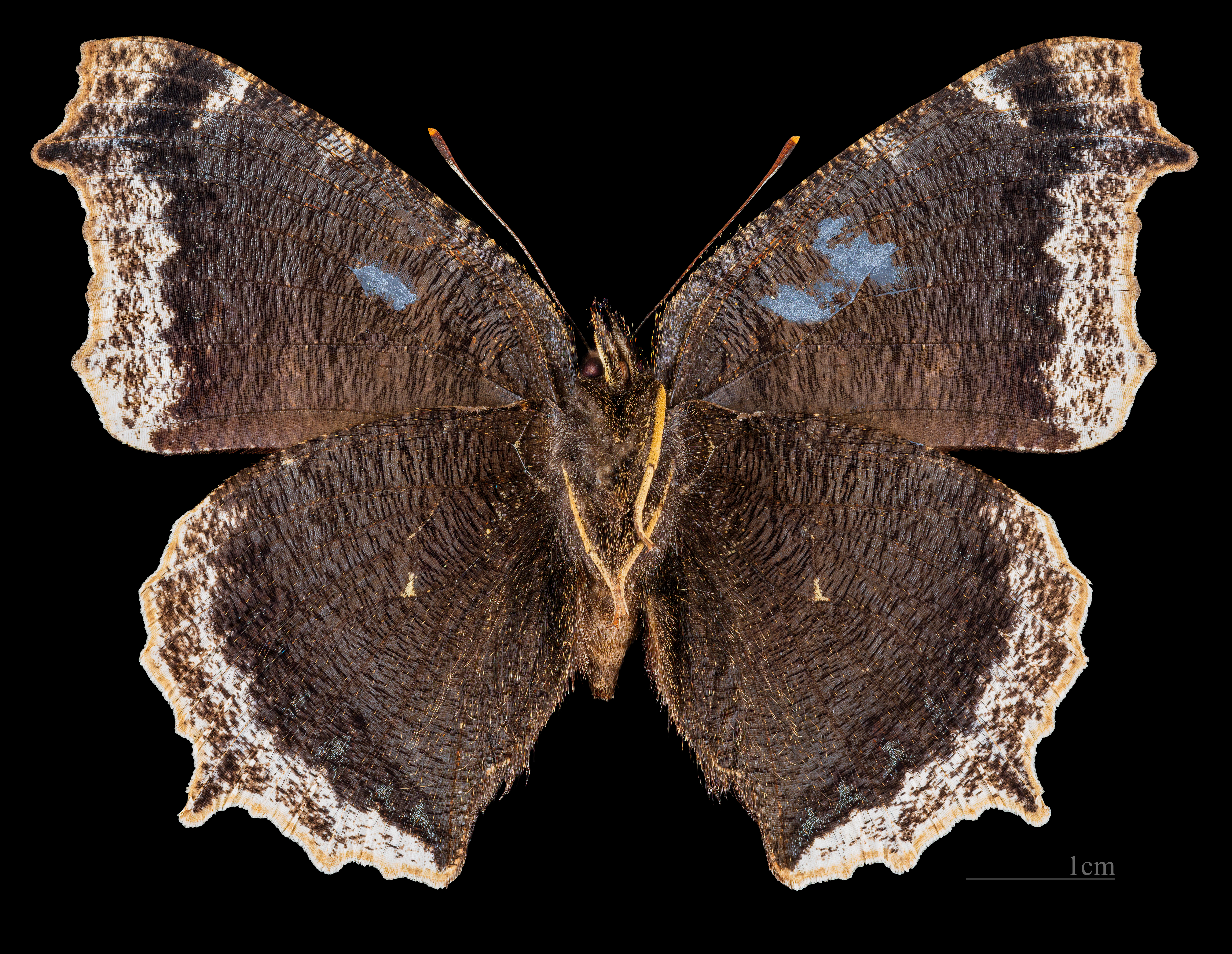
Forma aberrante Ex larva  ♂  △
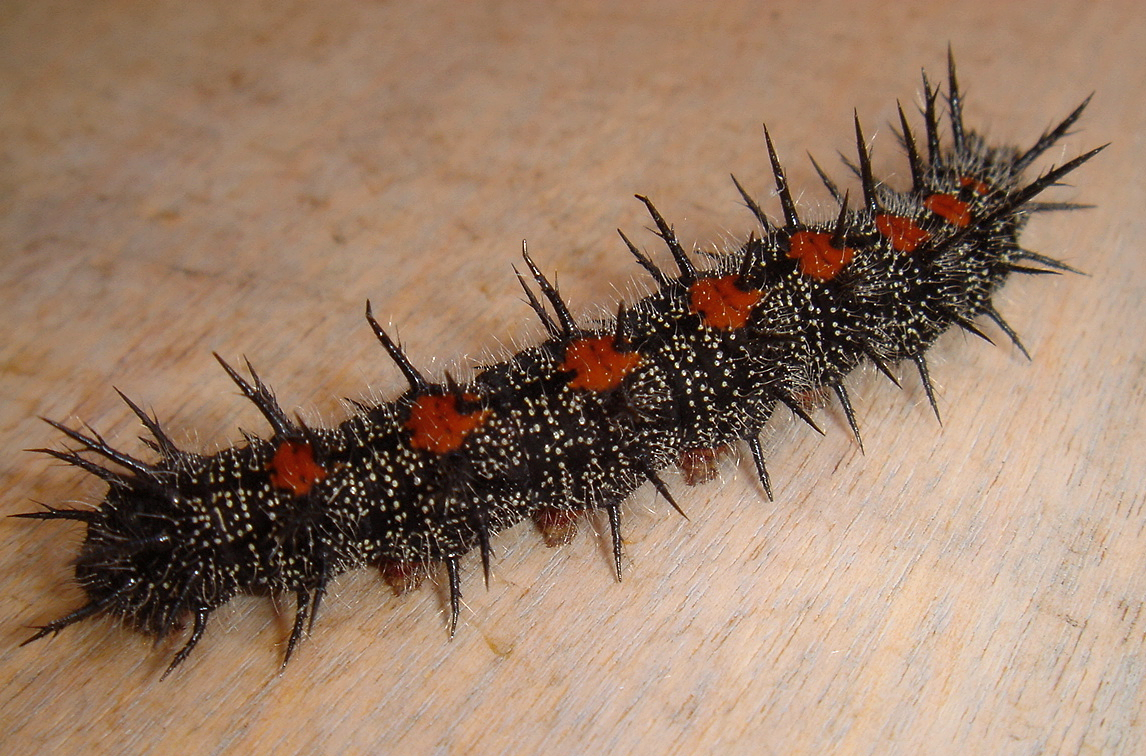
Bruco di Nymphalis antiopa

### Larva
I bruchi di questa specie sono neri con delle appariscenti chiazze rosse sul dorso. Sono molto evidenti anche delle rigide estroflessioni nere simili a spine che utilizzano come protezione nei confronti dei predatori. Colonizzano pioppi, betulle e salici, ai quali arrecano spesso gravi danni defogliandoli completamente.

## Distribuzione e habitat
Sono molto diffusi in Europa, Asia fino al Giappone, Nord America e Messico.
È una specie sciafila, vive perciò in ambienti per lo più ombrosi come radure boschive, margini dei fiumi, boscaglie umide. Rifugge in genere gli ambienti aperti, trattenendosi più volentieri dove la vegetazione è fitta.

## Tassonomia

### Sottospecie
Sono state descritte tre sottospecie
- Nymphalis antiopa antiopa Linnaeus, 1758 - Syst. Nat. (Edn 10) 1 :476 - Locus typicus: Svezia, America[1]
- Nymphalis antiopa asopos (Fruhstorfer, 1909) - Int. ent. Zs. 3 (17): 94 - Locus typicus: Giappone[6]

Sin.: Vanessa asopos Fruhstorfer, 1909 (basionimo)
- Nymphalis antiopa hyperborea (Seitz, 1913) - Gross. Schmett. 5: 456 - Locus typicus: Alaska[7]

Sin.: Vanessa antiopa hyperborea Seitz, 1913 (basionimo)

### Sinonimi
Sono stati riportati quattro sinonimi:
- Euvanessa antiopa Dyar, 1903 - Bull. U.S. nat. Mus. 52: 23 - Locus typicus: Stati Uniti d'America, Europa (sinonimo eterotipico)[8]
- Papilio antiopa Linnaeus, 1758 - Syst. Nat. (Edn 10) 1 :476 - Locus typicus: Svezia, America (Sinonimo omotipico, basionimo)[1]
- Papilio morio Retzius, 1783 - Gen. sp. ins.: 31 - Locus typicus: sconosciuto (sinonimo eterotipico)[9]
- Vanessa borealis Wnukowsky, 1927 - Mitt. munch. Ent. Ges. 17: 69-72 - Locus typicus: Jakutsk (sinonimo eterotipico)[10]